# Елевтеро (дем Коница)
Елевтеро (на гръцки: Ελεύθερον, катаревуса Ελεύθερον, Елевтерон, до 1927 година Γκρισμπάνη, Грисбани) е село в Република Гърция, област Епир, дем Коница. Селото има население от 135 души.

## География
Елевтеро е разположено на 7 километра източно от Коница, в южните склонове на планината Тимфи (Камила) над река Аоос (Воюса, Вьоса).

## История
В „Етнография на Македония“, издадена в 1924 година, Густав Вайганд пише:
| „ | ...първото гръцко село оттатък Смолика е наблизо до Вовуза разположеното Грижбани. | “ |